# Калиновский, Олег Александрович
Олег Александрович Калиновский (21 февраля 1973, Севастополь) — украинский архитектор.
В 1996 году окончил архитектурный факультет Украинской академии искусств. Работал в проектном институте «Киевпроект», творческой мастерской «ВИСАК», творческой мастерской «Абрис».
Член Союза Архитекторов Украины с 2008 года.

## Наиболее значимые проекты
- Застройка жилого микрорайона «Оазис» (3-А) на Оболони в г. Киеве, в авторском коллективе под руководством архитектора Валентина Исака (1999—2007), претендент на Государственную премию Украины в области архитектуры 2008 года.
- Храм Рождества Христового на Оболони в г. Киеве (2002—2007)
- Храм преподобного Сергия Радонежского (на Соломенке) в г. Киеве (2004—2020)
- Кафедральный Собор Воскресения Христового в Киеве[1] (2007—2010)
- Парк «Наталка»[2] в Оболонском районе г. Киева (2012—2020)
- Храм Святой Троицы с культурно-просветительским центром на Троицкой площади (Киев) (2017—...)

### Парк «Наталка»
Современный парк в Киеве, охватывает протяженную территорию вдоль берега Днепра рядом с Оболонской набережной. Появился в результате реконструкции заброшенной прибрежной территории в 2017 году. Стал широко известен после высказывания Виталия Кличко, назвавшего «Наталку» образцом для всех столичных парков: «Парк Наталка является золотым стандартом. Я считаю, что он лучше, чем Центральный парк в Нью-Йорке. Ведь там нет такого удивительного вида на Днепр». После этого развернулась дискуссия в урбанистической и архитектурной среде об архитектурном качестве этого ландшафтного произведения. Одно из наиболее ёмких мнений, архитекторов — ландшафтников таково: «Как для Киева, парк Наталка заслуживает оценки пять с минусом. Для мировой практики — на троечку. Но важно понять: то, что подобная реконструкция состоялась, — это уже хорошо».

### Храм Рождества Христового
Небольшая церковь с интересной архитектурой, сооруженная в 2005—2007 годах вместе с микрорайоном «Оазис» как архитектурная доминанта на Оболонской набережной. Среди прочих церквей 2000-х годов постройки её выделяют модернистские купола из синего стекла. По словам краеведа М. Кальницького, явился знаковым проектом для жителей г. Киева и Оболони.